# Rio Bernesga
O Rio Bernesga é um Rio de Espanha da Provincia de Castela e Leão que nasce na Cordilheira Cantábrica a uma altitude de 1682m e percorre 82km desde a sua nascente passando pela cidade de León. Um poco depois desagua no Rio Esla, que tambem nasce na Cordilheira Cantábrica, perto do municipio de Vega de Infanzones. Este Rio pertence a bacia hidiographica do Rio Douro.